# ГОСТ РВ 15.002-2003
ГОСТ РВ 15.002 «Система разработки и постановки продукции на производство. Военная техника. Система менеджмента качества. Общие требования» — государственный военный стандарт Российской Федерации, устанавливающий требования к системе менеджмента качества.
Стандарт разработан Федеральным государственным унитарным предприятием "Всероссийский научно-исследовательский институт стандартизации" Госстандарта России.
Внесен Минобороны России и Управлением Госстандарта России.
Имеет пометку «для служебного пользования».

## История
Стандарт ГОСТ РВ 15.002-2000 введён в действие с 1 января 2001 года. Постановлением Госстандарта РФ от 18.12.2003 № 375-ст «Об утверждении и введении в действие национального стандарта» взамен него принят и введён в действие ГОСТ РВ 15.002-2003. С 1 января 2013 года введён в действие заменяющий стандарт ГОСТ РВ 15.002-2012, а с 1 января 2022 г. — ГОСТ РВ 15.002-2020.

## Стандарт ГОСТ РВ 0015-002-2012
Стандарт устанавливает требования к системам менеджмента качества организаций, осуществляющих исследования, разработку, производство, поставку, обеспечение эксплуатации, ремонт и утилизацию военной продукции. Не содержит требований к самой продукции, используется для создания системы менеджмента качества, направленной на выполнение требований военного заказа, условий контрактов по техническим характеристикам и надежности, а также включает мероприятия по защите государственной тайны. Предусматривает сохранность общих подходов системы менеджмента качества и применение специфических требований в организации системы менеджмента военной промышленности. Наличие системы менеджмента качества, соответствующей ГОСТ РВ 0015.002-2012, необходимо для участия в реализации военного заказа.
Стандарт разработан на основе:
- опыта применения и результатов сертификации систем качества в целях обеспечения качества оборонной продукции при выполнении конкретных видов государственного оборонного заказа;
- требований к системам менеджмента качества, установленных ГОСТ Р ИСО 9001;
- лицензионных требований и условий при осуществлении деятельности организаций в области разработки, производства, обеспечения, эксплуатации, ремонта и утилизации военной техники.

Стандарт направлен на применение системного подхода при разработке, внедрении и улучшении результативности системы менеджмента качества применительно к оборонной продукции с целью повышения удовлетворенности заказчиков(потребителей) путём выполнения их требований.
Стандарт содержит требования ГОСТ Р ИСО 9001 и дополнения к ним, отражающие специфику обеспечения качества на всех стадиях жизненного цикла оборонной продукции в соответствии с действующими стандартами СРПП ВТ и другими государственными военными стандартами.
Сертификаты соответствия СМК требованиям ГОСТ Р ИСО 9001 и ГОСТ РВ 15.002-2003 не заменяют сертификаты соответствия продукции и процессов обязательным требованиям.
Оценка систем менеджмента качества — СМК предприятий на соответствие требованиям стандарта ГОСТ РВ 15.002-2003, и сертификация СМК целесообразна и дает существенные конкурентные преимущества в следующих случаях:
- для систем менеджмента качества предприятий, осуществляющих производство оборонной продукции по государственному заказу в интересах Вооруженных сил Российской Федерации, и предприятий, сотрудничающих с ними;
- для систем менеджмента качества предприятий, изготавливающих и (или) разрабатывающих продукцию двойного назначения;
- для предприятий, импортирующих оборонную продукцию на территорию Российской Федерации;
- для участия в тендерах на поставку продукции для Вооруженных сил Российской Федерации.

## Содержание ГОСТ РВ 15.002-2012
- Введение
  - Область применения
  - Нормативные ссылки
  - Термины, определения и сокращения
  - Система менеджмента качества
    - Общие положения
    - Требования к документации
    - Обеспечение безопасности информации
- Ответственность руководства
  - Обязательства руководства
  - Ориентация на потребителя
  - Политика в области качества
  - Планирование
  - Ответственность, полномочия и обмен информацией
  - Анализ со стороны руководства
- Менеджмент ресурсов
  - Обеспечение ресурсами
  - Человеческие ресурсы
  - Инфраструктура
  - Производственная среда
- Процессы жизненного цикла продукции
  - Планирование процессов жизненного цикла продукции
  - Процессы, связанные с потребителями
  - Проектирование и разработка
  - Закупки
  - Производство и обслуживание
  - Управление устройствами для мониторинга и измерений
- Измерение, анализ и улучшение
  - Общие положения
  - Мониторинг и измерение
  - Управление несоответствующей продукцией
  - Анализ данных
  - Улучшение
- Приложение А(справочное) Соответствие ГОСТ РВ 15.002-2000 и ГОСТ РВ 15.002-2003

## Сравнение ГОСТ РВ 15.002-2003 сГОСТ Р ИСО 9001
Количество дополнений к требованиям ГОСТ Р ИСО 9001 со стороны ГОСТ РВ 15.002-2003 представлено ниже:
- 4 раздел — 59 требований
- 8 раздел — 100 требований
- 5 раздел — 45 требований
- 6 раздел — 36 требований
- 7 раздел — 225 требований
- Всего — 465 требований

Некоторые исследователи, например В. Н. Рожков в своей статье Особенности построения систем менеджмента на предприятиях ОПК, отмечают, что деятельность предприятий ОПК в разработке, внедрении и сертификации систем менеджмента качества позволяет надеяться на скорое их возрождение и дальнейшее результативное и эффективное функционирование, однако необходимо учитывать специфику требований стандарта ГОСТ РВ 15.002-2003. То есть, в отличие от ГОСТ Р ИСО 9001 ГОСТ РВ 15.002-2003 не представляет собой тезисное изложение общих требований, а содержит четко структурированные конкретные требования к обеспечению качества выполнения государственного оборонного заказа.

## Сертификация на соответствие требованиям ГОСТ РВ 0015-002-2012
Необходимым условием для сертификации СМК на соответствие требованиям ГОСТ РВ 15.002-2003 является наличие лицензии ФСБ, которая необходима для того, чтобы приобрести стандарты СРПП ВТ и аккредитованного Военного представительства Министерства обороны Российской Федерации (так как в соответствии с требованиями ГОСТ РВ 0015-002-2012 организации необходимо прикрепиться к Военному представительству).
В настоящее время предприятия ОПК активно включились в работу по построению, внедрению и сертификации СМК на соответствие требованиям ГОСТ РВ 0015-002-2012, например ОАО Адмиралтейские верфи, Авиационный Комплекс им. С. В. Ильюшина, и многие другие.
Также стандарт используют некоторые государственные университеты, например: Санкт-Петербургский государственный университет телекоммуникаций имени проф. М. А. Бонч-Бруевича, Санкт-Петербургский государственный электротехнический университет.
На сайте системы добровольной сертификации Военный Регистр приведен список организаций с действующими сертификатами соответствия СМК, зарегистрированными в этой системе в разделе «Действующие сертификаты соответствия СМК».
Сертификат соответствия СМК требованиям ГОСТ РВ 0015-002-2012 можно получить в таких системах добровольной сертификации, как Ростех, Военный Регистр, Оборонсертифика и другие.
Сертификацию на соответствие требованиям ГОСТ РВ 0015-002-2012 осуществляют органы по сертификации, аккредитованные в системах добровольной сертификации такие, как Центр сертификации «Ростех-сертификат» АО «РТ-Техприемка» и другие